# Зольц (нижний приток Фульды)
Зольц (нем. Solz) — река в Германии, протекает по земле Гессен. Приток Фульды. Площадь бассейна реки составляет 20,016 км². Длина реки — 10,8 км.
Река начинается у одноимённого городка Зольц, в центре которого расположены остатки замка начала XIII века и впадает в Фульду в городе Бебра. На берегу реки расположен птичий заповедник Келкербах. Веломаршрут из Бебры через замок Фрейдвальд в Бад-Херсфельд начинается вдоль Зольца и заканчивается вдоль одноимённого южного притока Фульды.